# 马尔奈
马尔奈（法語：Marnay，法語發音：[maʁnɛ]）是法国上索恩省的一个市镇，属于沃苏勒区。

## 地理
马尔奈（47°17'23"N, 5°46'18"E）面积10.37 平方千米，位于法国勃艮第-弗朗什-孔泰大區上索恩省，该省份为法国东部内陆省份，北起顺时针与孚日省、贝尔福地区省、杜省、汝拉省、科多尔省和上马恩省接壤。
与马尔奈接壤的市镇（或旧市镇、城区）包括：阿夫里涅-维雷、比尔日耶、吕费堡、布吕塞。

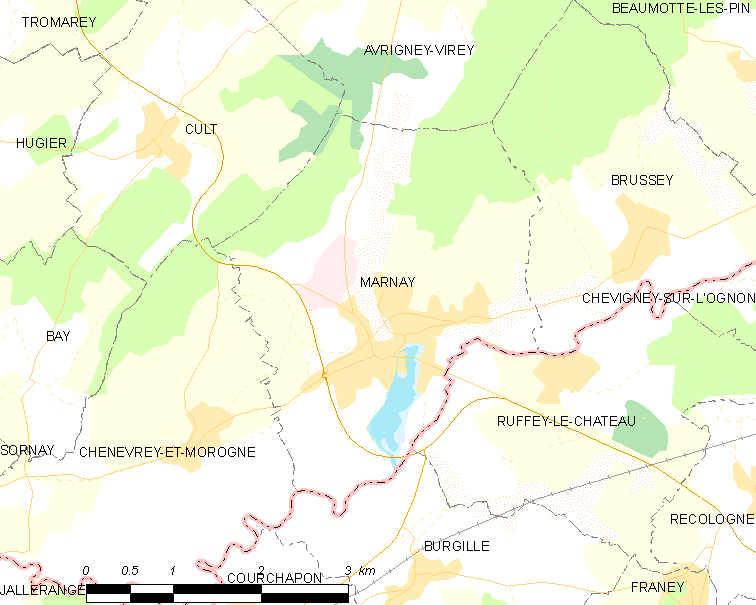
马尔奈的OSM定位图

马尔奈的时区为UTC+01:00、UTC+02:00（夏令时）。

## 行政
马尔奈的邮政编码为70150，INSEE市镇编码为70334。

## 政治
马尔奈所属的省级选区为马尔奈县。

## 人口

1962-2008年间马尔奈人口变化图示

马尔奈于2022年1月1日时的人口数量为1527人。